# Andreea Voicu
Andreea Voicu (n. 16 ianuarie 1996, Râmnicu Vâlcea, Vâlcea, România) este o jucătoare română de fotbal, ce joacă în prezent ca mijlocaș în Superliga pentru Olimpia Cluj, cu care a jucat de asemenea în Liga Campionilor. Și-a făcut debutul pentru naționala României la 16 ani, în calificările pentru Campionatul European de Fotbal Feminin din 2013 împotriva Elveției.